# Haute Cour d'Australie
Pour les articles homonymes, voir Haute Cour.

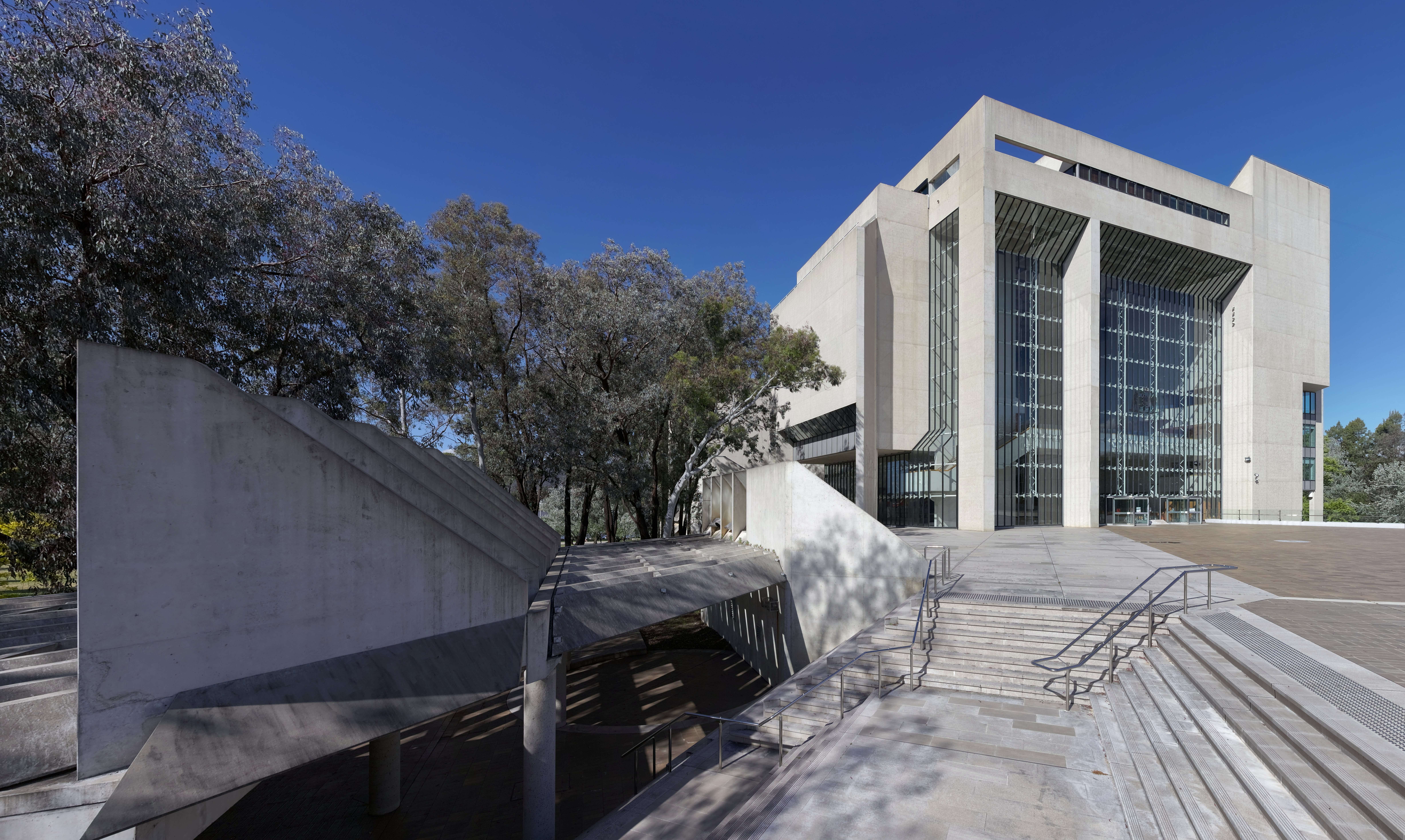
Le bâtiment, au style brutaliste.

La Haute Cour d'Australie (en anglais : High Court of Australia) est la plus haute juridiction d'Australie. Elle a un droit de contrôle sur les différentes lois votées tant par le parlement fédéral australien que par les parlements des différents états et territoires. Elle peut interpréter la constitution australienne. Son rôle lui est dévolu par la section 71 de la constitution et elle a été créée par le Judiciary Act 1903.